# STS-80
STS-80, voluit Space Transportation System-80, was een spaceshuttlemissie van de Columbia. Tijdens de missie werd er wetenschappelijk onderzoek gedaan met twee satellieten. STS-80 was met 17 dagen en 15 uur de langstdurende spaceshuttlemissie. Story Musgrave werd na John Young de tweede astronaut die zes maal in de ruimte heeft gevlogen.

## Bemanning
| Positie            | Lancering                        | Landing                          |                                 |
| ------------------ | -------------------------------- | -------------------------------- | ------------------------------- |
| Bevelhebber        | Kenneth Cockrell 3e ruimtevlucht | Kenneth Cockrell 3e ruimtevlucht |                                 |
| Piloot             | Kent Rominger 2e ruimtevlucht    | Kent Rominger 2e ruimtevlucht    |                                 |
| Missiespecialist 1 | Story Musgrave 6e ruimtevlucht   | Story Musgrave 6e ruimtevlucht   |                                 |
| Missiespecialist 2 | Thomas Jones 3e ruimtevlucht     | Thomas Jones 3e ruimtevlucht     | Thomas Jones 3e ruimtevlucht    |
| Missiespecialist 3 | Tamara Jernigan 4e ruimtevlucht  | Tamara Jernigan 4e ruimtevlucht  | Tamara Jernigan 4e ruimtevlucht |

## Media

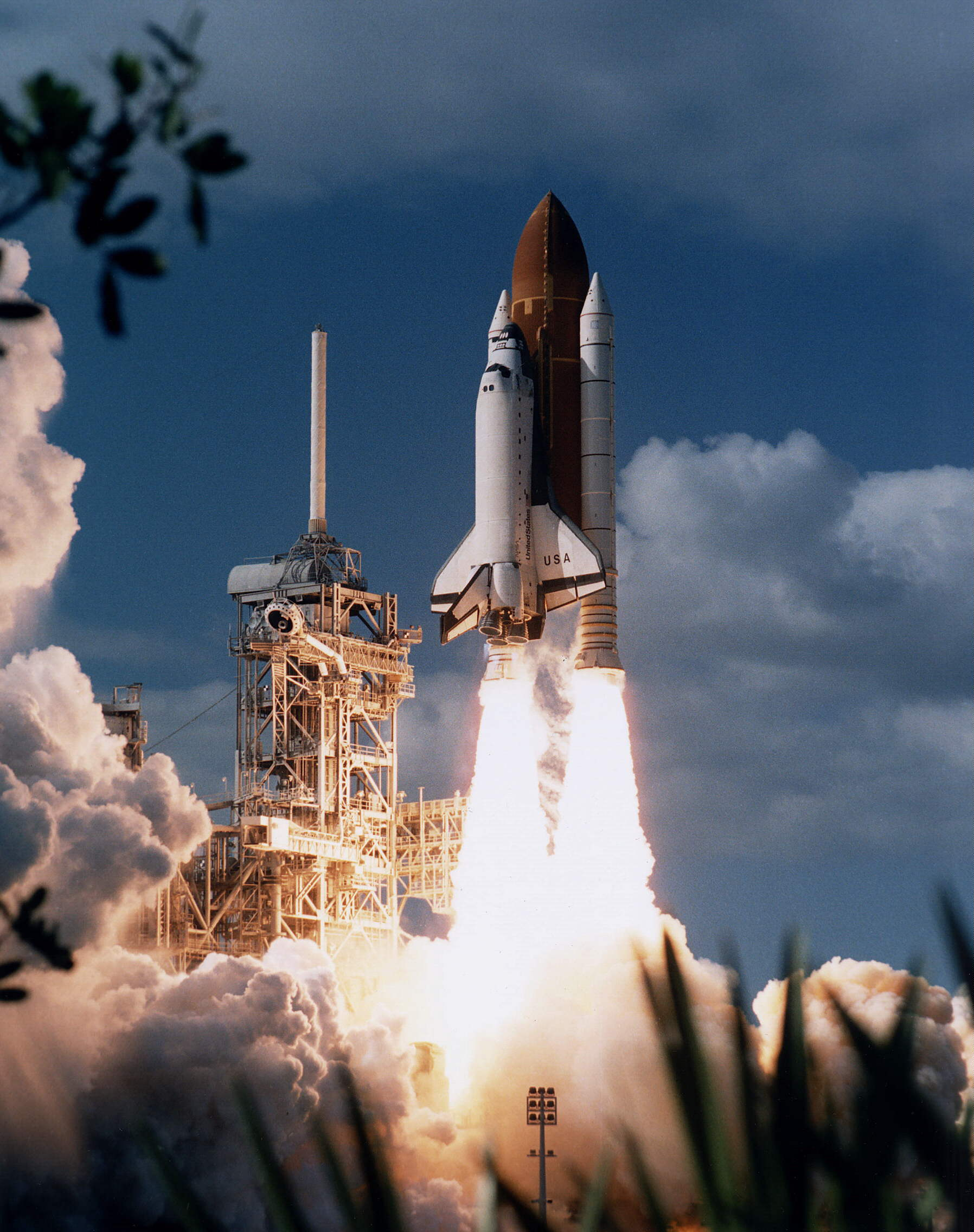
Lancering